# Chaetosphaeria inaequalis
Chaetosphaeria inaequalis är en svampart som först beskrevs av Grove ex Berl. & Voglino, och fick sitt nu gällande namn av W. Gams & Hol.-Jech. 1976. Chaetosphaeria inaequalis ingår i släktet Chaetosphaeria och familjen Chaetosphaeriaceae.  Arten är reproducerande i Sverige. Inga underarter finns listade i Catalogue of Life.